# Pougues-les-Eaux
Pougues-les-Eaux – miejscowość i gmina we Francji, w regionie Burgundia-Franche-Comté, w departamencie Nièvre.
Według danych na rok 1990 gminę zamieszkiwało 2358 osób, a gęstość zaludnienia wynosiła 185 osób/km² (wśród 2044 gmin Burgundii Pougues-les-Eaux plasuje się na 85. miejscu pod względem liczby ludności, natomiast pod względem powierzchni na miejscu 758.).